# Panna (keresztnév)
A Panna női név az Anna magyar becenevéből önállósult.

## Rokon nevek
Anda, Anélia, Anéta, Anett, Anetta, Anica, Anika, Anikó, Anilla, Anina, Anita, Anka, Anna, Annabell, Annabella, Annaliza, Annamari, Annamária, Annarita, Annavera, Anni, Hanna, Hanka, Kisanna, Nanett, Nanetta, Netta, Netti, Nina, Ninell, Ninetta, Ninon, Panka, Ninett, Panni

## Becenevek
Panci, Panka, Pannuska, Pankácska, Anka, Anci, Pannácska, Pancsa

## Gyakorisága
Az újszülötteknek adott nevek körében az 1990-es években igen ritkán fordult elő. A 2000-es és a 2010-es években a 42-25. helyen szerepelt a 100 leggyakrabban adott női név között. A név népszerűsége a 2000-es évek közepétől emelkedett, majd 2011-től kezdve csökkenni kezdett. 
A teljes népességre vonatkozóan a Panna sem a 2000-es, sem a 2010-es években nem szerepelt a 100 leggyakrabban viselt női név között.

## Névnapok
július 26.

## Híres Pannák
- Czinka Panna (Cinka Panna, 1711–1772) magyar cigányzenész, virtuóz hegedűs, prímás

### Egyéb

#### A népnyelvben
- csórépanna: a meztelen gyerek csúfneve az Alföldön[6]
- csatarapanna: a nyelves nőszemély neve az ország más vidékein[6]
- hadara-panna: gyors beszédű, hadaró ember[6]
- heterepanna: meggondolatlan, szeleburdi, kapkodó ember[6]
- büdöspanna, büdöspanni: több poloskaféle neve, főleg a gyümölcspoloskának. Egyes helyeken úgy tartják, azért keserű a gyümölcs, mert büdöspanni a kanalával megette[6]